# Lesotho na igrzyskach Wspólnoty Narodów
Lesotho zadebiutowało na igrzyskach Wspólnoty Narodów w 1974 roku na igrzyskach w Christchurch i od tamtej pory uczestniczyło we wszystkich igrzyskach oprócz igrzysk w 1982 roku, w Brisbane (Australia). Jedyny złoty medal dla Lesotho wywalczył maratończyk Thabiso Moqhali w 1998 roku.

## Klasyfikacja medalowa
| Igrzyska          | Złoto | Srebro | Brąz | Razem |
| ----------------- | ----- | ------ | ---- | ----- |
| 1974 Christchurch | 0     | 0      | 0    | 0     |
| 1978 Edmonton     | 0     | 0      | 0    | 0     |
| 1986 Edynburg     | 0     | 0      | 0    | 0     |
| 1990 Auckland     | 0     | 0      | 0    | 0     |
| 1994 Victoria     | 0     | 0      | 0    | 0     |
| 1998 Kuala Lumpur | 1     | 0      | 0    | 1     |
| 2002 Manchester   | 0     | 0      | 1    | 1     |
| 2006 Melbourne    | 0     | 1      | 0    | 1     |
| 2010 Nowe Delhi   | 0     | 0      | 0    | 0     |
| Razem             | 1     | 1      | 1    | 3     |

### Według dyscyplin
| Dyscyplina    | Złoto | Srebro | Brąz | Razem |
| ------------- | ----- | ------ | ---- | ----- |
| Lekkoatletyka | 1     | -      | -    | 1     |
| Boks          | -     | 1      | 1    | 2     |
| Razem         | 1     | 1      | 1    | 3     |